# Portimão
Portimão là một đô thị thuộc tỉnh Faro, Bồ Đào Nha. Đô thị này có diện tích 182 km², dân số thời điểm năm 2001 là 44818 người.